# Oneiroi
Pour les articles homonymes, voir Songe.

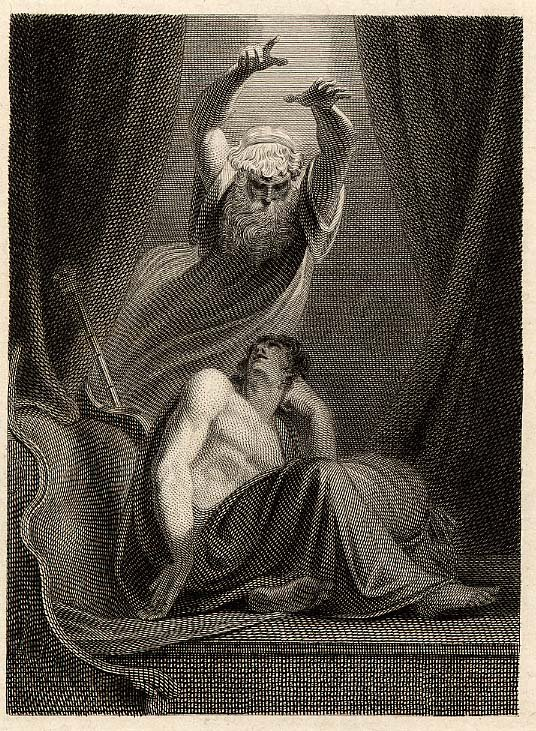
Johann Heinrich Füssli, Nestor apparaît en songe à Agamemnon, 1805.

Dans la mythologie grecque, les Oneiroi (en grec ancien Ὄνειροι / Óneiroi, « Songes ») sont des divinités personnifiant les rêves.  

## Famille
Hésiode en fait les fils de Nyx (la Nuit), conçus sans intervention mâle ; mais certains auteurs leur donnent Érèbe (les Ténèbres) comme père. Selon Euripide, ce sont les fils de Gaïa (la Terre), décrits comme des démons aux ailes noires. D'après Ovide, qui reprend la même description, ils seraient plutôt les fils d'Hypnos (le Sommeil), qui les envoie visiter les mortels. Leur mère serait donc alors Pasithée. 

## Noms et fonctions

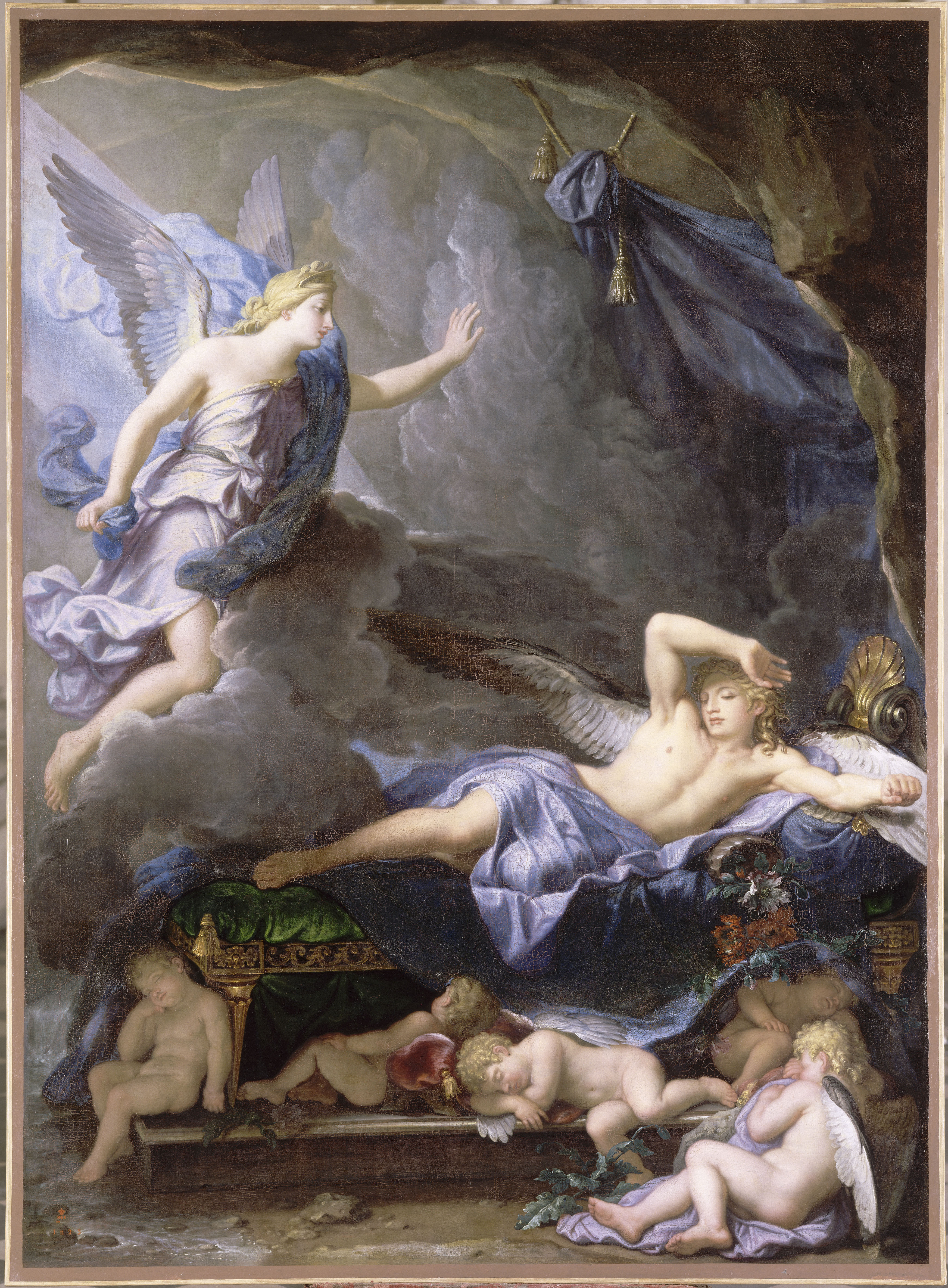
René-Antoine Houasse, Morphée s'éveillant à l'approche d'Iris, 1690.

Les noms de trois des Oneiroi sont cités par le poète Ovide :

« Parmi ses mille enfants, le Sommeil choisit Morphée habile à revêtir la forme et les traits des mortels. Nul ne sait mieux que lui prendre leur figure, leur démarche, leur langage, leurs habits, leurs discours familiers. Mais de l'homme seulement Morphée représente l'image. Un autre imite les quadrupèdes, les oiseaux, et des serpents les replis tortueux. Les dieux le nomment Icélos, les mortels Phobétor. Un troisième, c'est Phantasos, emploie des prestiges différents. Il se change en terre, en pierre, en onde, en arbre ; il occupe tous les objets qui sont privés de vie. Ces trois Songes voltigent, pendant la nuit, dans le palais des rois, sous les lambris des grands ; les autres, Songes subalternes, visitent la demeure des vulgaires mortels. »

— (XI, 633-646 ; trad. G.T. Villenave)
D'après Homère, ils sortent chaque nuit de leur demeure sombre (une grotte) située aux confins occidentaux de l'Océan, dans l'Érèbe.